# Pelmatosilpha alaris
Pelmatosilpha alaris är en kackerlacksart som först beskrevs av Henri Saussure 1864.  Pelmatosilpha alaris ingår i släktet Pelmatosilpha och familjen storkackerlackor. Inga underarter finns listade i Catalogue of Life.